# Ctenomys leucodon
Ctenomys leucodon és una espècie de mamífer rosegador de la família dels ctenòmids. Viu al sud del llac Titicaca (Bolívia i el Perú), a altituds d'entre 3.800 i 4.500 msnm. És l'espècie de tuco-tuco més rara del Perú. Es tracta d'un animal herbívor que excava per trobar els tubercles i les arrels que formen la seva dieta. El seu hàbitat natural són els herbassars de l'altiplà andí. És una espècie en risc mínim, és a dir, no sembla que hi hagi cap amenaça significativa per a la seva supervivència.
El seu nom específic, leucodon, significa «dent blanca».